# 坂上首名
坂上 首名（さかのうえ の くびな）は、飛鳥時代の人物。坂上弓束の子。子に坂上老がいる。系図によっては存在しない人物である。
| サブスタブ | この項目は、まだ閲覧者の調べものの参照としては役立たない、書きかけの項目です。この項目を加筆・訂正などしてくださる協力者を求めています。このテンプレートは分野別のサブスタブテンプレートやスタブテンプレート（Wikipedia:分野別のスタブテンプレート参照）に変更することが望まれています。 |